# Davy Spillane
Davy Spillane (Dublino, 6 gennaio 1959) è un musicista irlandese.

## Carriera
È tra i fondatori del gruppo Moving Hearts, nato nel 1981. L'ultimo album in studio del gruppo è uscito nel 1985.
Nel 1987 ha debuttato da solista con l'album Atlantic Bridge, a cui ha fatto seguito Out of the Air (1988).
Ha lavorato alla colonna sonora dei film Cime tempestose (1992) e Rob Roy. Ha inoltre collaborato con Elvis Costello, Mike Oldfield, Bryan Adams, Kate Bush, Andy Irvine e Van Morrison.